# Pyton malutki
Pyton malutki (Antaresia perthensis) – gatunek węża z rodziny pytonów (Pythonidae). Występuje w zachodniej Australii. Jak sugeruje ich nazwa, są najmniejszym przedstawicielem swojej rodziny. Często można je znaleźć w kopcach termitów. Nie rozpoznano jego żadnych podgatunków.

## Wymiary
Długość ciała:
- noworodki: 17 cm
- węże po 3 roku życia: 42–62 cm, średnio 55 cm

Masa ciała:
- noworodki: 4 g
- węże po 3 roku życia: średnio 200 g

## Występowanie
Występuje w zachodniej Australii (regiony Pilbara i Gascoyne) oraz na niektórych przybrzeżnych wyspach.

## Rozmnażanie
Jest jajorodny. Jednorazowo samica znosi 7–8 jaj, po czym inkubuje je aż do wyklucia, co zwykle następuje po 50–60 dniach.

## W niewoli
Często wykorzystywany jest jako egzotyczne zwierzę domowe.